# Щигельський Володимир Омелянович
Володимир Омелянович Щигельський (псевдо: «Бурлака»; 8 серпня 1921, Львів — 7 квітня 1949, Ряшів) — військовий і політичний діяч, поручник УПА, командир сотні «Ударники-4», що входила до 2-го Перемиського куреня 26-го Територіального відтинку «Лемко», ВО-6 «Сян», оперативної групи «УПА-Захід».

## Життєпис
Щигельський Володимир Омелянович народився 8 серпня 1921 року у м. Львові. Батько Омелян Щегельський (1892 р.н.) походив із села Янковичі на Тернопільщині — взуттяр, мати — Марія (уроджена Прус) (1906 р.н.). У 1927 році вступає до початкової української школи імені Короля Данила, котру закінчує 1931 році. У 1931 році Володимир вступає до Львівської Філії Академічної Ґімназії. В тому ж році він вступає до лав спортивно-патріотичної організації «Сокіл».
Наприкінці 1938 року Щигельський вступає до лав «Карпатської Січі», і після нетривалого навчання отримує звання вістуна з прикріпленням до «Летючої бриґади», основним завданням котрої була пропаганда серед населення Закарпаття. Після захоплення Карпатської України угорськими військами, Володимир переїжджає до Німеччини, де вступає до «Військових Відділів Націоналістів», під керівництвом полковника Романа Сушка. З початком війни Володимир Щигельський переїжджає до Польщі і в листопаді 1939 року вступає до української поліції. 25 листопада його прикріплюють до станиці села Команчі Сяноцького повіту. Після навчання у поліційній школі, Володимир у квітні 1941 року їде до Балигорода. Четвертого жовтня 1941 року, Володимир одружується із Теодозією Тріцєцькою, а 4 лютого 1943 в них народжується син — Лев. З 1942 року по липень 1943 року, Володимир служить комендантом у селі Войткове ґміни Устрики-Долішні. Деякий час служив також комендантом поліції села Явірник-Руський ґміни Бірча.
25 червня 1944 року, Володимир Щигельський разом з особовим складом поліційної станції йде у ліси до повстанців.

## Боротьба у лавах УПА

Бійці сотні Володимира Щигельського — «Бурлаки»

У червні 1944 року, Володимир зустрічається із заступником командира Військової Округи УПА «Буг» Мирославом Онишкевичем, котрий призначає його керівником новосформованого відділу. Після вступу до УПА, Щигельський обирає собі псевдонім «Бурлака». Після проходження вишкільного табору, сотня «Бурлаки» була прикріплена до куреня Мізерного Василя-«Рена». Наприкінці літа 1944 року, сотня «Бурлаки» здійснила напад на німецький табір, внаслідок чого вдалось врятувати 50 полонених українців. Наприкінці жовтня 1944 року Василь Мізерний отримав наказ повертатися разом зі своїм куренем в Західні Карпати на Лемківщину.
У грудні 1944 року сотня «Бурлаки» перейшла польсько-радянський кордон і зупинилась в селі Ступосяни Ліського повіту. Навесні 1945 року Щигельський, провів успішну операцію з ліквідації постів так званої Громадянської міліції (Milicja Obywatelska) в районі Перемишля.
Після проведення операції, сотню «Бурлаки» перепідпорядкували до куреня Михайла Галя-«Коника», а тереном діяльності визначено околиці між Сяноцьким та Перемиським повітами.
6 вересня «Бурлака» проводить операцію проти польських військ у селі Тисова, внаслідок котрої 20 ворогів вбито, в тому числі 1 капітан та двох взято у полон. Проте під час виконання акції, Володимир Щигельський отримав кульове поранення в ногу, але вже за три тижні він приєднується до свого відділу. Наступним завданням було спалення нафтових копалень в Тиряві Сольній. Для його виконання «Буралаці» додали відділ Григорія Янківського-«Ластівки». Враховуючи те, що копальні добре охоронялися, «Бурлака» відправляє сотню «Ластівки» на спалення копалень, в той час як його сотня стримувала польські війська. Протягом 45-хвилинної атаки, акція була успішно виконана.
Наприкінці 1945 — січні 1946 року сотня «Бурлаки» брала участь у боях за Бірчу.
31 січня відділ «Бурлаки» знищує станцію Залужне на шляху Нове Загір'я-Лісько, що призвело до припинення залізничного руху на цій ділянці на кілька тижнів. 20 січня 1946 року, за проявлену активність та особистий героїзм, командування військової округи «Сян» присвоїло Володимиру Щигельському звання хорунжого та нагородило Срібним Хрестом бойової заслуги 2-го класу.
16 листопада 1946 року, відділ «Бурлаки», разом з усіма іншими сотнями другого Перемиського куреня здійснили напад на містечко Динів. Протягом дня повстанці утримували контроль над містом. Після поповнення припасів амуніції та медикаментів, повстанці залишили Динів і попрямували в Дилягівські ліси.

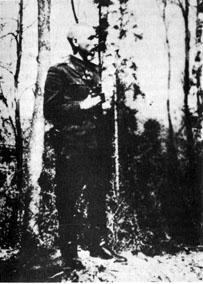
Сотенний «Бурлака»

З початку 1947 року, польська влада вирішує будь-яким коштом знищити повстанський рух. Лише протягом березня сотня «Бурлаки» мала шість великих боїв з польськими військами. 25 травня, заступник провідника ОУН на Закерзонні Василь Галаса-«Орлан», видає наказ про відхід сотень на Захід. Для виконання цього завдання, сотні «Ударники-4», «Ударники-6» та «Ударники-7» об'єднуються в один курінь, під командуванням Володимира Щигельського.
Після чисельних боїв, в ніч з 21 на 22 червня 1947 року курінь переходить на словацьку територію.
Протягом літа 1947 року загін успішно просувався територією Словаччини і в середині серпня 1947 року відділ «Бурлаки» вийшов в долину річки Ваг. Проте через несприятливі погодні умови повстанці не змогли перейти річку і потрапили в оточення чехословацьких військ. 16 серпня, «Бурлака» приймає рішення про поділ відділу (68 осіб) на сім окремих груп. У ніч з 3 на 4 вересня сотенний Володимир Щигельський-«Бурлака», потрапляє у полон.

## Ув'язнення та смерть
У ніч проти 4 вересня у хуторі Яношіково сотенний Володимир Щигельський-«Бурлака», разом із чотирма іншими членами своєї групи потрапив у полон. Оскільки довший час обставини захоплення сотенного в полон були невідомі, то ця подія обросла легендами. За найбільш правдоподібною версією «Бурлака» був оточений у будинку, де він зупинився на постій, в очікуванні лісоруба Ільчука, який мав перевести повстанців на другу сторону річки Ваг. О 23:15 поручник чехословацького війська Викидал обсадив вибраними вояками вікна хати, а з іншими вдерся через двері до середини.

Захоплення у полон «Бурлаки» чехи вважали великою перемогою. Того ж дня командувач «Тепліце» Юліуш Носко привітав з успішним завершенням операції: 
|  | всіх офіцерів, ротмістрів, курсантів, вояків, всіх службовців СНБ, підпорядкованих Тепліце, які в шеститижневих бойових умовах успішно завершили ліквідацію банди Бурлаки.. |

Одразу після арешту Володимира Щигельського в супроводі генерала Носка відвезли до Жиліни. Тут він зустрівся з міністром внутрішніх справ Чехословаччини. Розмова стосувалася тих українських повстанців, що ще пробували пробитись до Німеччини. Міністр запевнив, що вирватись з оточення у них немає шансів, а подальші спроби це зробити принесуть тільки непотрібні втрати з обох сторін. Він запропонував Щигельському написати звернення до вояків УПА із закликом здатися. Сотник висунув наступні умови: полонені повстанці будуть трактовані як військовополонені з усіма гарантованими цій категорії міжнародними угодами правами, і, що було дуже важливо для повстанців, їх не передадуть до Польщі. Міністр дав обіцянку дотриматися цих вимог, і 5 вересня 1947 року «Бурлака» написав звернення «До членів УПА на території Чехословаччини».
Першим місцем ув'язнення Володимира Щигельського була тюрма Брезно над Гроном. Саме тут 7 і 14 вересня відбулися допити «Бурлаки». Під час їх проведення він, розповідаючи про себе та український визвольний рух, намагався пояснити тюремникам, чим насправді була УПА, за що і проти кого вона бореться. Після допитів його перевезли до Жиліни, а потім і до Кошиць, де помістили до так званих Штефанкових казарм.
Приязне ставлення до українських повстанців з боку тюремників різко змінилося з приходом до влади в Чехословаччині в лютому 1948 року комуністів. Вже незабаром «Бурлаку» було переведено з казарми до тюрми військового суду в Кошицях, де він сидів у IV відділенні, в камері № 4.

Меморіальна таблиця на вул. Пекарській, 19 у Львові

Розпочалося слідство у справі полонених вояків УПА. У судовому обвинуваченні, що підсумовувало цей процес, Володимирові Щигельському як командирові сотні було висунуто більш ніж 50 пунктів звинувачення. Першим з них було: «Добровільно вступив до військової організації УПА, хоч і знав, що метою тієї організації є створення самостійної Української Держави, до якої має бути приєднана, між іншим східна частина Чехословаччини до річки Попрад». Після цього він разом з чотирма товаришами вирішив втікати з в'язниці. Стимулом до втечі було те, що словацькі офіцери, які симпатизували «Бурлаці», повідомили його про можливе переправлення упівців до Польщі або СРСР.
12 лютого 1948 року о 20:00, на вечірній перевірці полонених з'ясувалось, що бракує п'ятьох з них, а саме: Володимира Щигельського-«Бурлаки», Богдана Кашубинського-«Нестора», Теодора Бойчука-«Юри», Михайла Сіхлицького-«Галайди» і Володимира Духника-«Шуліги». Проте, через сильні морози та глибокий сніг, його незабаром знову захоплює чехословацька поліція. За іншою версією, вже наступного дня він вирішив сам здатися поліції.

Незабаром, у квітні 1948, слідство проти українських повстанців було припинено, але не для того, щоб звільнити, а тільки, щоб передати Польщі. 28 липня 1948 року Володимира Щигельського перевели до Моравської Остряниці, де передали польській поліції. До 12 жовтня «Бурлака» перебував в Мокотовській тюрмі у Варшаві, після цього його, згідно зі зверненням Військової районної прокуратури в Ряшеві від 28 вересня 1948 року перевели до Ряшева. Переведення до цього міста аргументувалося тим, що 
|  | Щегельський Володимир, будучи командиром, проявив свою діяльність на теренах Ряшівського воєводства.. |

1 січня 1949 року розпочався суд над Володимиром Щигельським, і через три дні, 4 січня суд оголосив вирок — смертна кара. Ще три місяці він перебував у Ряшівській в'язниці на Замку, очікуючи виконання вироку.
7 квітня 1949 року в 20:15 вирок був виконаний на подвір'ї ряшівської в'язниці.